# Knezja
Knezja (bulgariska: Кнежа) i kommunen Obsjtina Knezja är huvudort i regionen Pleven i norra Bulgarien.